# Óscar Becerra
Óscar Manuel Becerra Tresierra es un físico y profesor peruano. Fue ministro del Educación del Perú, entre diciembre de 2022 y abril de 2023, en el gobierno de Dina Boluarte.

## Biografía
Es hijo de Óscar Becerra Castillo y de Doris Tresierra Yábar.
Se graduó como bachiller en Física por la Universidad Nacional de Ingeniería. Cuenta con una maestría en Computación y Tecnología Educativa por la Universidad de Hartford y por la Universidad de San Martín de Porres.
Tiene un diplomado en Administración de empresas de la Universidad ESAN, concluyó el programa de psicoterapia psicoanalítica en la Escuela de Psicoterapia Psicoanalítica de Lima, tiene estudios concluidos de doctorado en Psicología y el grado de doctor en Educación por la Universidad de San Martín de Porres.

## Trayectoria
Fue ejecutivo en la corporación IBM (Gerente del Sector Educación para América Latina), vicepresidente senior de Whitney International University System, profesor en la Escuela de Calificación de oficiales de la Marina de Guerra del Perú y en la Escuela Naval del Perú, igualmente en las universidades Cayetano Heredia, Ricardo Palma, PUCP, del Pacífico, San Martín de Porres y San Ignacio de Loyola, donde también fue Decano de la Facultad de Ingeniería Informática y Director Académico, Jefe de Planificación y Defensor Universitario en la Universidad de San Martín de Porres, director de Tecnología Educativa del Ministerio de Educación. Además, se desempeñó como consultor sobre Tecnologías de Información y la Comunicación en la Educación. 
Fue fundador del Colegio Mayor Secundario Presidente del Perú.[cita requerida] y lideró el programa Una Laptop por Niño, la más grande iniciativa mundial en computación escolar 1 a 1 que recibió una mención honrosa en el premio UNESCO King Hamad Bin Isa Al Khalifa a la innovación educativa en 2008.

### Ministro de Educación
El 21 de diciembre de 2022, fue nombrado y juramentado por la presidenta Dina Boluarte, como su nuevo ministro de Educación en reemplazo de Patricia Correa.
Ante su nombramiento, el congresista Roberto Chiabra se mostró en contra de su designación por sus posturas conservadoras y aseguró que "Óscar Becerra debe ser retirado rápido del cargo de ministro de Educación" y señaló que la presidenta "se ha equivocado" en el nombramiento; sin embargo, su designación fue celebrada por numerosos congresistas de diversos partidos.
Tras ser nombrado ministro de Estado, se reconoció como "ofensor" y pidió disculpas por sus comentarios homofóbicos a la comunidad LGBT+, alegando: "No quiero usar la expresión ‘si los he ofendido’. La percepción de una ofensa está en el ofendido, no en el ofensor”.
Durante su breve gestión, recompuso el Consejo Nacional de Educación al que criticó por abandonar su misión para dedicarse a la defensa de ideologías de izquierda. Le correspondió hacer cumplir la sentencia del Tribunal Constitucional que declaró válida la Ley 35120 que modificó la Ley Universitaria y denunció posibles malos manejos en la contratación de consultorías por 726 millones de soles en su sector.
Se mantuvo en este cargo hasta el 23 de abril del 2023, cuando la presidenta Boluarte hizo una recomposición de su gabinete ministerial.
En el año 2024, Óscar Becerra se afilió al partido político Avanza País.

## Controversias

### Compra de laptops
Fue señalado por algunos medios de estar involucrado en la compra de las laptops XO de la Fundación One Laptop Per Child (OLPC), durante el gobierno de Alan García pues participó del comité evaluador de esta adquisición que fue aprobada mediante una Ley del Congreso e investigada por Megacomisión que no encontró motivos para acusar a ninguno de los involucrados. Siendo ministro de Estado, fue cuestionado por el caso, pero alegó que: "Nunca se pagó un centavo de más", afirmando que la compra de equipos se había hecho en 188 dólares, de acuerdo a la ley 29109 que establecía claramente el precio a pagar y no se pagó de más.

### Comparación de madres aimaras manifestantes con animales
Durante las protestas contra el gobierno de Dina Boluarte del 2023, Becerra fue acusado de afirmar que las madres de origen aimara que se encontraban manifestándose pacíficamente con sus hijos cargados en sus llikllas cargaban niños que podrían ser alquilados. Además, detalló que "ni los animales exponen así a sus hijos", comparando a aquellas madres con animales de forma discriminatoria y afirmando que deberían ser detenidas por estar influenciadas por "mentes siniestras".. Becerra fue interpelado por el Congreso y como parte de sus respuestas aclaró quer nunca se había referido a las madres aimaras, como consta en todos los testimonios al respecto y su declaración fue en defensa de los derechos de los niños, sin alusión a su etnia.
Según Becerra, las madres exponían al peligro a sus hijos al marchar con sus hijos cargados durante la represión policial. Al ser interrogado en el programa Cutivalú -AM 630 sobre la protección de las vidas humanas, se redujo a hablar sobre las vidas de los agentes militares y policiales, pasando por alto hacer comentario alguno sobre la población civil. 

### Contrario a la izquierda
Becerra tiene una postura contra la izquierda peruana. Esto se visibilizó cuando fue crítico de la directiva de la Sunedu, liderada por Oswaldo Zegarra, en que compartió un comentario explicando que «para algunos se les acabó el negocio y otros creían que la Sunedu caviar era la panacea». Al asumir el cargo de ministro de Educación, acusó un «conflicto de interés» al realizarse consultorías y estar dominado bajo un «sector ideologizado».

### Cambio de titular de la ENM
El 12 de abril de 2023, el Ministerio de Educación destituyó a la pianista Lydia Hung Wong, como titular de la Universidad Nacional de Música, poniendo en su lugar a Jorge Rivera Muñoz, sin llevar experiencia en la música. Tras varios días polémicos en el cargo, el día 21 del mismo mes, a Rivera se le aceptó su renuncia, restituyendo a Hung Wong.

### Contrario de la CIDH
Además, mostró abiertamente contra la Comisión Interamericana de Derechos Humanos y favor de la pena de muerte en el país, inspirado en el modelo de Singapur. Durante una actividad del Colegio de Abogados de Lima, calificó de «adefesio» a tal organismo. En sus últimos días como ministro de Estado, le respondió a sus detractores, diciendo: "Voy a seguir diciendo lo que pienso", sobre pena de muerte.